# Winna Góra (województwo łódzkie)
Winna Góra – wieś w Polsce położona w województwie łódzkim, w powiecie skierniewickim, w gminie Słupia.

## Historia
W latach 1975–1998 miejscowość należała administracyjnie do województwa skierniewickiego.